# Ectaco
Ectaco — американская компания, занимающаяся разработкой, созданием и производством карманных электронных переводчиков и словарей, электронных книг, лингвистического программного обеспечения.

## История
Компания основана в 1990 году в Нью-Йорке. За время существования Ectaco было создано 7 поколений карманных словарей, разговорников и переводчиков для 45 языков. Сейчас офисы компании разбросаны по всему миру — их 16 в разных странах, в том числе в Германии, Чехии, Польше, Канаде, Австралии, России, Китае и Украине. Сейчас в компании работает более 300 человек — лингвистов, программистов и менеджеров.

## Деятельность
Основная область деятельности Ectaco — разработка, производство и продажа небольших электронных устройств. В их числе — карманные электронные словари, разговорники и переводчики, программное обеспечение и аксессуары к ним. Кроме того, в Ectaco разрабатывается лингвистическое программное обеспечение — словари, переводчики текста, разговорники, лингвистические игры и многое другое — все, что предназначено для работы с текстом на иностранном языке и для изучения языков. Компания постоянно занимается лингвистическими исследованиями, что позволяет создавать уникальные программные продукты на уровне высоких технологий.

## Технологии
Speech Recognition (SR) — разработана собственная система распознавания речи, доступная для 22 языков, которая может быть встроена в различные электронные устройства.
Text-To-Speech (TTS) — синтез речи, дословно — «из текста в речь». Представлен почти во всех девайсах и программах производства Ectaco. Позволяет услышать произношение любых слов, фраз, цифр или букв, написанных на понятном для этой системы языке — в настоящее время таких языков 17.
Machine translation (MT) — компьютерный перевод текста с одного языка на другой, или машинный перевод. Реализован двусторонний перевод между английским и 13 другими языками для нескольких платформ — Windows, Windows Mobile for Pocket PC, Microsoft Smartphone и других.

## Торговые марки
Устройства
- jetBook — устройства для чтения электронных книг.
- iTRAVL — электронный карманный словарь и разговорник с возможностью распознавания речи и синтеза текста, а также со встроенным аудио разговоринком. Позиционируется как девайс предназначенный для путешественников.
- Partner — карманные электронные словари и переводчки. Около 140 разновидностей для 30 языков, с различными комбинациями опций и с разными сочетаниями словарей и языковых пар.
- SpeechGuard — линейка карманных переводчкиков, предназначенных для работы с речью. Выпущены армейский, милицейский и медицинский варианты по заказу ВВС США.

Программное обеспечение
- LingvoSoft — объединяет различные лингвистические программы для перевода текстов и обучению иностранным языкам. Среди программ LingvoSoft имеются говорящие и не говорящие словари, разговорники, обучающие карточки, переводчики текстов и многое другое. Приложения LingvoSoft существуют в вариантах для разных платформ.